# 布雷阿岛
布雷阿岛（法語：Bréhat，法語發音：[bʁea]）是法国布列塔尼北部海岸的一座岛屿，也是布雷阿群岛和同名市镇的主要组成部分。